# Daigo (Ibaraki)
Pour les articles homonymes, voir Daigo (homonymie).
Daigo (大子町, Daigo-machi) est un bourg du district de Kuji, dans la préfecture d'Ibaraki, au Japon.

## Géographie

### Démographie
Au 1er janvier 2014, la population de Daigo s'élevait à 18 698 habitants répartis sur une superficie de 325,78 km2.